# أليبيو دي ميراندا-ريبيرو
أليبيو دي ميراندا-ريبيرو (بالإنجليزية: Alípio de Miranda-Ribeiro)‏ (و. 1874 – 1939 م) هو عالم زواحف، وعالم طبيعة من البرازيل .
توفي في ريو دي جانيرو، عن عمر يناهز 65 عاماً.